# Endasys leptotexanus
Endasys leptotexanus är en stekelart som beskrevs av Luhman 1990. Endasys leptotexanus ingår i släktet Endasys och familjen brokparasitsteklar. Inga underarter finns listade i Catalogue of Life.